# Ga Gwanak
Ga Gwanak (Tiếng Hàn: 관악역, Hanja: 冠岳驛) là ga tàu điện ngầm trên Tàu điện ngầm vùng thủ đô Seoul tuyến 1 nằm ở Seoksu-dong, Manan-gu, Anyang-si, Gyeonggi-do. Nó mở cửa vào ngày 15 tháng 8 năm 1974 với việc khai trương Tàu điện ngầm vùng thủ đô Seoul tuyến 1 và tên nhà ga bắt nguồn từ Gwanaksan gần đó và cách xa Gwanak-gu, Seoul.

## Lịch sử
- 16 tháng 11 năm 1973: Khởi công  xây dựng nhà ga mới
- 05 tháng 07 năm 1974: Hoàn thành  việc xây dựng nhà ga mới
- 15 tháng 8 năm 1974: Khai trương như một nhà ga tạm thời[4]
- 06 tháng 8 năm 1983: Chuyển sang ga đơn giản[5]
- 1 tháng 1 năm 1998: Hạ cấp xuống ga đơn giản không bố trí[6]
- 10 tháng 6 năm 2005: Bắt đầu dịch vụ xe buýt đưa đón trực tiếp giữa Ga Gwanak ~ Ga Gwangmyeong
- 2009: Tu sửa nhà ga
- 1 tháng 7 năm 2009: Ban hành tên ga phụ (Công viên Nghệ thuật Anyang)
- 30 tháng 6 năm 2012: Kết thúc dịch vụ xe buýt đưa đón trực tiếp giữa Ga Gwanak ~ Ga Gwangmyeong
- 2014: Phần thang bộ chuyển đổi từ thang máy thành thang máy cho  người khuyết tật

## Bố trí ga
| ↑ Seoksu      |
| １→ \| →２ \| |
| Anyang ↓      |

| 1 | ● Tuyến 1 | ← Hướng đi Guro · Yeongdeungpo · Seoul · Cheongnyangni |
| 2 | ● Tuyến 1 | → Hướng đi Suwon · Seodongtan · Cheonan · Sinchang →   |

## Lối ra
- Lối ra 1: Chợ Seoksu
- Lối ra 2: Đại học Sư phạm Quốc gia Gyeongin (Cơ sở Anyang), Trường tiểu học Samseong